# Championnat d'Écosse de football 1995-1996
Navigation
Édition précédente Édition suivante
La 99e édition du championnat d'Écosse de football est remportée par le Rangers Football Club. C’est son 46e titre de champion, son huitième consécutif. Les Rangers l’emportent avec 4 points d’avance sur le Celtic FC. Le Aberdeen FC complète le podium.
Le système de promotion/relégation reprend ses droits: descente et montée automatique pour le dernier de première division et le premier de deuxième division : Falkirk FC descend en deuxième division. Il est remplacé pour la saison 1996/97 par le Dunfermline Athletic.
Un match de barrage est organisé entre l’avant dernier de première division Partick Thistle FC et le deuxième de deuxième division, Dundee United. Dundee l’emporte et gagne sa place dans l’élite écossaise.
Avec 26 buts marqués en 36 matchs,  Pierre van Hooijdonk du Celtic Football Club remporte pour la première fois le titre de meilleur buteur du championnat.

## Les clubs de l'édition 1995-1996
| \| Aberdeen FC Glasgow · Celtic - Rangers-Partick Thistle Dundee FC Édimbourg · Hibernian-Heart Motherwell FC Falkirk FC Raith Rovers \| Localisation des clubs engagés dans le championnat. |
| Aberdeen FC Glasgow · Celtic - Rangers-Partick Thistle Dundee FC Édimbourg · Hibernian-Heart Motherwell FC Falkirk FC Raith Rovers                                                           |

| Club                              | Ville      |
| --------------------------------- | ---------- |
| Aberdeen Football Club            | Aberdeen   |
| Celtic Football Club              | Glasgow    |
| Dundee Football Club              | Dundee     |
| Falkirk Football Club             | Falkirk    |
| Heart of Midlothian Football Club | Édimbourg  |
| Hibernian Football Club           | Leith      |
| Motherwell Football Club          | Motherwell |
| Partick Thistle Football Club     | Glasgow    |
| Raith Rovers Football Club        | Kirkcaldy  |
| Rangers Football Club             | Glasgow    |

## Compétition

### Classement
Le classement est établi sur le barème de points classique (victoire à 2 points, match nul à 1, défaite à 0).
| Rang | Équipe              | Pts | J  | G  | N  | P  | Bp | Bc | Diff |
| ---- | ------------------- | --- | -- | -- | -- | -- | -- | -- | ---- |
| 1    | Rangers FC T+C      | 87  | 36 | 27 | 6  | 3  | 85 | 25 | +60  |
| 2    | Celtic FC           | 83  | 36 | 24 | 11 | 1  | 74 | 25 | +49  |
| 3    | Aberdeen FC         | 55  | 36 | 16 | 7  | 13 | 52 | 45 | +7   |
| 4    | Heart of Midlothian | 55  | 36 | 16 | 7  | 13 | 55 | 53 | +2   |
| 5    | Hibernian FC        | 43  | 36 | 11 | 10 | 15 | 43 | 57 | -14  |
| 6    | Raith Rovers P      | 43  | 36 | 12 | 7  | 17 | 41 | 57 | -16  |
| 7    | Kilmarnock FC       | 41  | 36 | 11 | 8  | 17 | 39 | 54 | -15  |
| 8    | Motherwell FC       | 39  | 36 | 9  | 12 | 15 | 28 | 39 | -11  |
| 9    | Partick Thistle FC  | 30  | 36 | 8  | 6  | 22 | 29 | 62 | -33  |
| 10   | Falkirk FC          | 24  | 36 | 6  | 6  | 24 | 31 | 60 | -29  |

| Légende : Qualifications et relégations | Légende : Qualifications et relégations                                        |
| --------------------------------------- | ------------------------------------------------------------------------------ |
|                                         | Ligue des champions 1996-1997                                                  |
|                                         | Coupe d'Europe des vainqueurs de coupe 1996-1997                               |
|                                         | Coupe UEFA 1996-1997                                                           |
|                                         | Relégation en deuxième division                                                |
|                                         | T : Tenant du titre C : Vainqueurs de la Coupe d'Écosse de football P : Promus |

#### Play offs de relégation
- Partick Thistle FC 1-1 Dundee United
- Dundee United 2-1 Partick Thistle FC

Dundee monte en première division.

## Bilan de la saison
| Tableau d'honneur                |            |
| Compétition                      | Vainqueur  |
| Championnat d'Écosse de football | Rangers FC |
| Coupe d'Écosse de football       | Rangers FC |

| Promotions et relégations |                                     |
| Promus                    | Dundee United Dunfermline Athletic. |
| Relégués                  | Partick Thistle FC Falkirk FC.      |

## Statistiques

### Meilleur buteur
- Pierre van Hooijdonk, Celtic Football Club: 26 buts